# Schiedea attenuata
Schiedea attenuata är en nejlikväxtart som beskrevs av W.L. Wagner, S.G. Weller och A.K. Sakai. Schiedea attenuata ingår i släktet Schiedea och familjen nejlikväxter. Inga underarter finns listade i Catalogue of Life.